# Uraspis
Az Uraspis a csontos halak (Osteichthyes) főosztályának a sugarasúszójú halak (Actinopterygii) osztályába, ezen belül a sügéralakúak (Perciformes) rendjébe és a tüskésmakréla-félék (Carangidae) családjába tartozó nem.

## Források

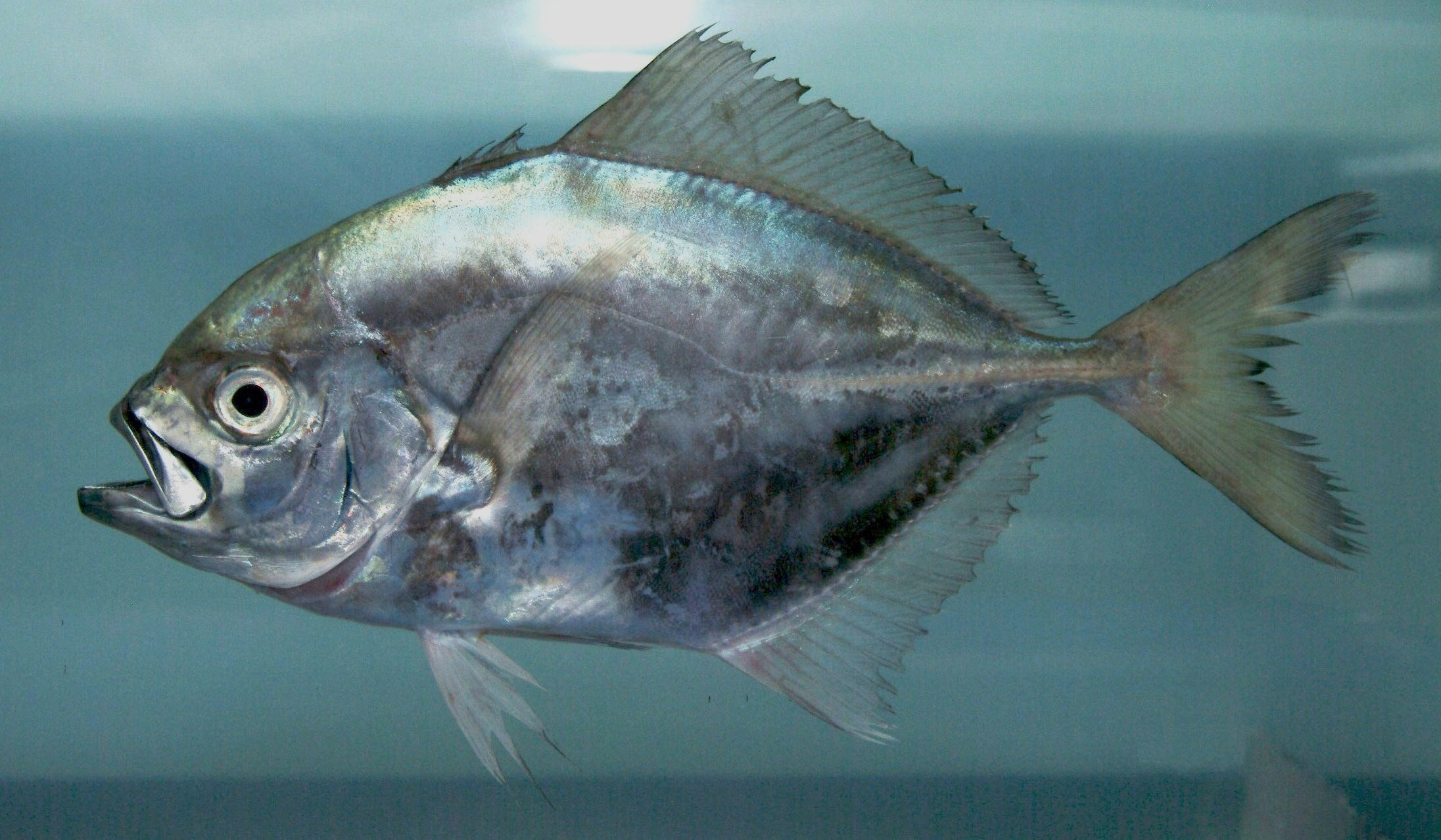
Uraspis secunda

## Rendszerezés
A nembe az alábbi 3 faj tartozik:
- Uraspis helvola (Forster, 1801)
- Uraspis secunda (Poey, 1860)
- Uraspis uraspis (Günther, 1860)